# One for the Road
«One for the Road» — пісня британської інді-рок групи Arctic Monkeys з їхнього п'ятого студійного альбому AM. 9 грудня 2013 року була випущена як четвертий сингл з альбому. На 7″ вінілі в якості бі-сайда представлена пісня «You're So Dark».

## Музичний кліп
23 жовтня 2013 року до пісні на YouTube був представлений чорно-білий кліп, зрежисований студією Focus Creeps, з якою гурт працював раніше. Кліп представляє Джеймі Кука, який на тракторі та іншому транспорті добирается до гурту на концерт — де також присутні дівчини-моделі і всюди пускають феєрверки.

## Список композицій
| Цифрова дистрибуція | Цифрова дистрибуція | Цифрова дистрибуція |
| #                   | Назва               | Тривалість          |
| ------------------- | ------------------- | ------------------- |
| 1.                  | «One for the Road»  | 3:26                |

| 7" | 7"                 | 7"         |
| #  | Назва              | Тривалість |
| -- | ------------------ | ---------- |
| 1. | «One for the Road» | 3:26       |
| 2. | «You're So Dark»   | 3:03       |

## Хронологія випуску
| Країна          | Дата           | Лейбл  | Формати | П           |
| --------------- | -------------- | ------ | ------- | ----------- |
| Велика Британія | 9 грудня 2013  | Domino | ЦД, 7"  | [ 4 ] [ 6 ] |
| США             | 10 грудня 2013 | Domino | ЦД, 7"  | [ 1 ]       |